# 德爾希 (加利福尼亞州)
德爾希（英語：Delhi）是位於美國加利福尼亞州默塞德縣的一個人口普查指定地區。

## 地理
德爾希的座標為37°25′56″N 120°46′43″W / 37.43222°N 120.77861°W，而該地最高點為海拔高度36米（即118英尺）。

## 人口
根據2010年美國人口普查的數據，德爾希的面積為9.092平方千米，均為陸地。當地共有人口10755人，而人口密度為每平方千米1,182人。